# Urożajne (obwód doniecki)
Urożajne (ukr. Урожайне) – osiedle na Ukrainie, w obwodzie donieckim, w rejonie wołnowaskim. W 2001 liczyło 1000 mieszkańców.